# Beleg van Gorinchem (1813-1814)
Het Beleg van Gorinchem vond plaats tussen 18 november 1813 en 20 februari 1814.
In oktober 1813 was Napoleon verslagen bij Leipzig in de Volkerenslag en vanaf dat moment was Frankrijk aan de verliezende hand. Ook in Nederland verloren de Fransen terrein aan de invallende legers van Groot-Brittannië, Rusland en Pruisen (de Geallieerden). Ze bereidden zich voor om terug te trekken. Gorinchem, 'de sleutel van Holland', lag op een strategisch punt. Op 18 november verklaarde generaal Antoine-Guillaume Rampon de stad in staat van beleg. Via de stad trokken vervolgens talloze in Nederland gelegerde Franse legeronderdelen naar het zuiden.
De Geallieerden rukten echter op. Gorinchem werd omsingeld en de Geallieerden begonnen op 22 januari de stad te bombarderen. Op 5 februari gaven de Fransen zich over en ze tekenden op het huis Schelluinderberg de capitulatie. Op 20 februari werd de stad aan de Geallieerden overgedragen.

## Links
- Ooggetuigenverslag van het beleg en het bombardement

1402: Beleg door Albrecht van Beieren ·
1407: Inname door Willem van Arkel ·
1417: Beleg en stadsgevecht tussen Hoeken en Kabeljauwen ·
1572: Inname door de Geuzen ·
1672: Slag bij Gorinchem ·
1787: Beleg door Pruissen ·
1813-1814: Beleg door de Geallieerden
1940: Bezetting (WO2) ·
1945: Bevrijding (WO2)